# Wacław Czaczka-Ruciński
Wacław Czaczka-Ruciński ps. „Czaczka” (ur. 22 września 1885 w Radomyślu nad Sanem, zm. 17 lipca 1945 w Heppenheim an der Bergstraße) – działacz niepodległościowy i samorządowy, honorowy burmistrz Solca Kujawskiego i honorowy obywatel tego miasta.

## Życiorys
Urodził się 22 września 1885 w Radomyślu nad Sanem, w ówczesnym powiecie tarnobrzeskim Królestwa Galicji i Lodomerii, w rodzinie Antoniego i Franciszki z Rucińskich .
Ukończył cztery klasy szkoły powszechnej i dwie klasy szkoły wydziałowej . Należał do Drużyny Polowej „Sokoła” w Cieszynie i do redakcji Dziennika Cieszyńskiego . Po wybuchu wojny wstąpił do Legionu Śląskiego i w jego składzie dotarł do Mszany Dolnej . Po złożeniu przysięgi wszedł w skład 3 pułku piechoty Legionów Polskich. Od 6 października do 29 listopada 1914 był adiutantem I batalionu. 18 października 1914 został mianowany podporucznikiem piechoty . Od 30 listopada 1914 dowodził kolumną prowiantową. 12 kwietnia 1915 został dowódcą taborów II Brygady. Ranny w Karpatach (1914) i pod Rarańczą (czerwiec 1915), pozostał w szeregach. Od 3 listopada 1915 do 3 stycznia 1916 był zastępcą dowódcy taborów Legionów Polskich . 15 grudnia 1915 awansował na porucznika taborów. Następnie, do 24 października 1917 był dowódcą kolumny prowiantowej . Po kryzysie przysięgowym służył w Polskim Korpusie Posiłkowym. Od 25 października 1917 był dowódcą i referentem taborów II Brygady, natomiast od 23 listopada 1917 dowódcą kolumny prowiantowej 1/P i referentem spraw końskich Brygady. Po bitwie pod Rarańczą (15/16 lutego 1918) dostał się do niewoli austriackiej i został oskarżonym o zdradę stanu w procesie legionistów w Máramarossziget (8 czerwca – 2 października 1918) . Po cesarskiej abolicji i uwolnieniu wyjechał do Warszawy .
31 października 1918 został przyjęty do Wojska Polskiego z zatwierdzeniem posiadanego stopnia porucznika. 8 listopada tego roku został awansowany na rotmistrza taborów ze starszeństwem z 12 października 1918 . Z dniem 15 listopada 1918 został przydzielony do Sekcji Gospodarczej Ministerstwa Spraw Wojskowych.
Od stycznia 1919 służył w sztabie Frontu Śląskiego na stanowisku oficera łącznikowego Ministerstwa Spraw Wojskowych do Międzynarodowej Komisji Plebiscytowej w Cieszynie. Został zatwierdzony z dniem 1 kwietnia 1920 w stopniu majora . 14 października 1920 został przedstawicielem wojskowym w Międzynarodowej Komisji Delimitacyjnej polsko-czeskiej w Morawskiej Ostrawie . 1 czerwca 1921 nadal pełnił służbę w Komisji Granicznej Polsko-Czeskiej, a jego oddziałem macierzystym był 5 dywizjon wojsk taborowych. Latem 1922 został zdemobilizowany.
8 stycznia 1924 został zatwierdzony w stopniu majora ze starszeństwem z 1 czerwca 1919 i 7. lokatą w korpusie oficerów rezerwy taborowych. Posiadał wówczas przydział w rezerwie do 5 dywizjonu taborów w Krakowie.
Mjr Czaczka-Ruciński był zastępcą Komisarza Rządu Polskiego przy Międzysojuszniczej Komisji Delimitacyjnej na ziemi cieszyńskiej, której zadaniem było wyznaczenie i wytyczenie granicy między Polską a Czechosłowacją. Od 1 marca 1920 zastąpił go kapitan Bronisław Romaniszyn. Mianowicie Czaczka-Ruciński dopuścił się oszustwa, za co 24 października 1923 został skazany przez Sąd Okręgowy w Cieszynie. Później pozbawiono go także stopnia oficerskiego . Wyrokiem Sądu Najwyższego z 6 lutego 1935 został mu przywrócony stopień majora rezerwy.
Po zwolnieniu z wojska został dyrektorem Zakładów Impregnacyjnych w Chełmie Śląskim, a w 1926 dyrektorem Zakładów Impregnacyjnych w Solcu Kujawskim. 
Został wiceburmistrzem Solca Kujawskiego, a w 1932 burmistrzem honorowym, piastując urząd bezpłatnie . Obowiązki burmistrza łączył z funkcją prezesa miejscowego Bezpartyjnego Bloku Współpracy z Rządem, Akcji Katolickiej, Dozoru Kościelnego i Bractwa Kurkowego oraz członka towarzystw i patrona Związku Strzeleckiego. W niedzielę 4 listopada 1934 na specjalnym posiedzeniu Rady Miejskiej otrzymał dyplom honorowego obywatela Solca Kujawskiego w „uznaniu zasług położonych dla miasta”.
W czasie II wojny światowej został deportowany do III Rzeszy. Zmarł 19 lipca 1945 w Heppenheim an der Bergstraße, w domu przy Ludwigstraße 50 .

## Ordery i odznaczenia
- Krzyż Niepodległości – 16 marca 1933 „za pracę w dziele odzyskania niepodległości”[25]
- Krzyż Walecznych[26]
- Krzyż za Obronę Śląska Cieszyńskiego II klasy[27]
- Odznaka Pamiątkowa Więźniów Ideowych[5]